# Luohu

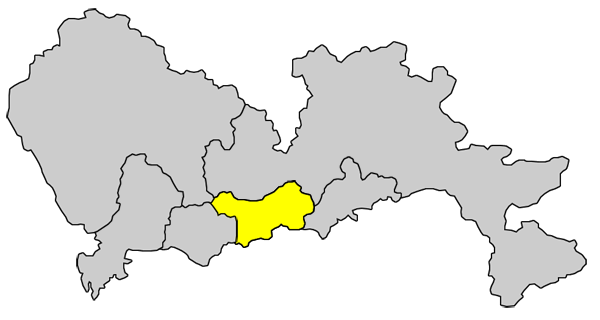
Położenie dzielnicy Luohu

Luohu (chiń. 罗湖区) – jedna z siedmiu dzielnic Shenzhen, w prowincji Guangdong, w Chińskiej Republice Ludowej. Powierzchnia dzielnicy wynosi 79 km² i jest zamieszkana przez 936 400 mieszkańców. Graniczy z Hongkongiem.